# Cantó de Caiena-Sud-Est

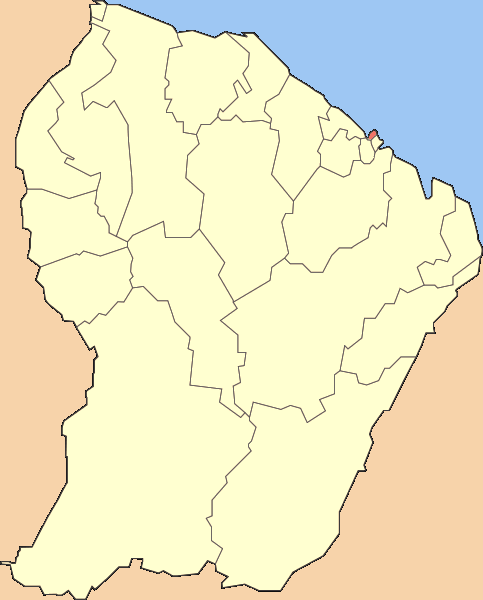
Ubicació de Caiena dins la Guaiana Francesa

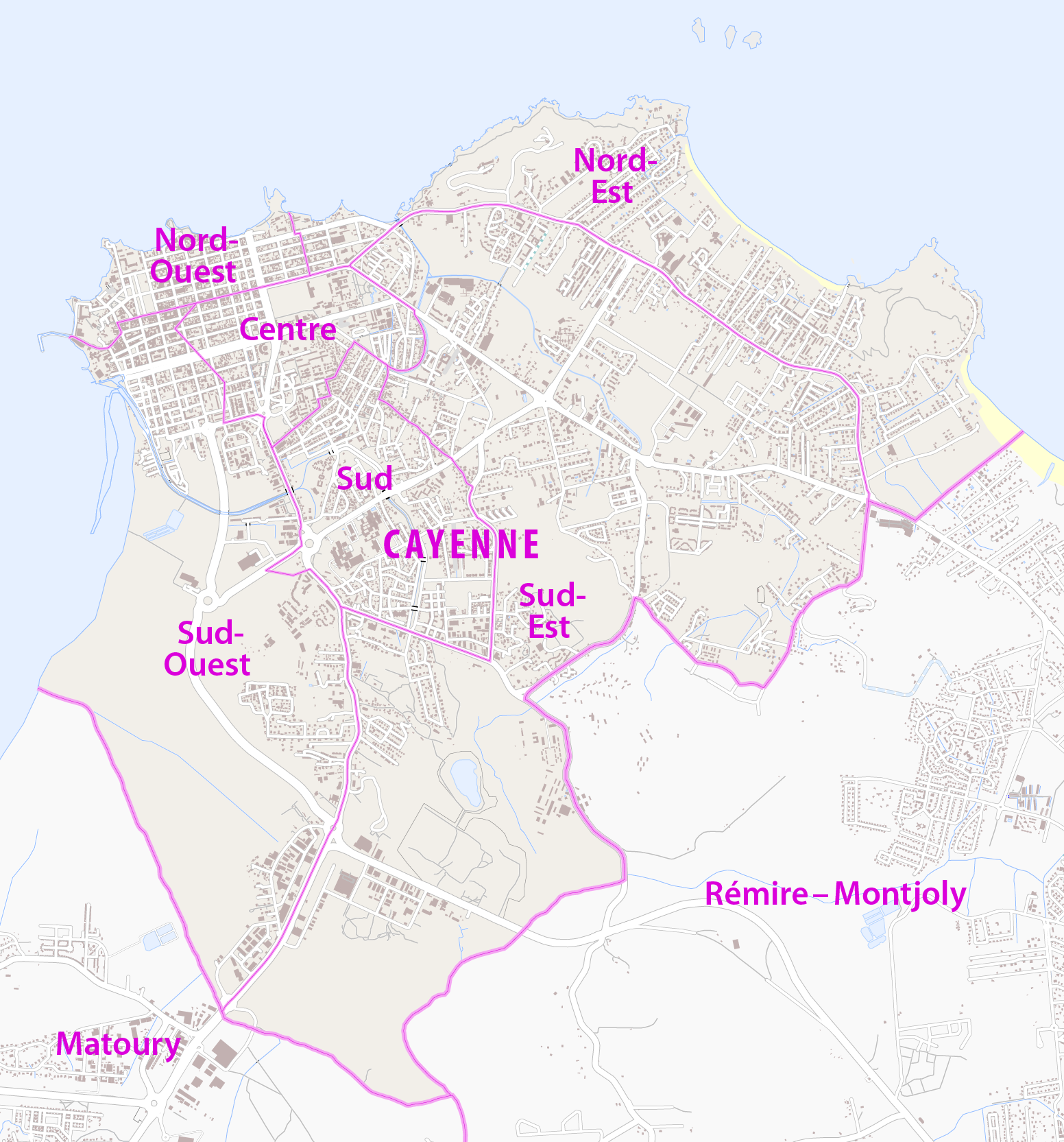
Mapa dels cantons de Caiena

El cantó de Caiena-Sud-Est és una antiga divisió administrativa francesa situat a la regió d'ultramar de la Guaiana Francesa. Va desaparèixer el 2015.

## Composició
El cantó aplega els barris (quartiers) de la ciutat de Caiena:
- Rebard
- Coulée d'Or
- Mango
- Baduel
- La Roseraie
- Les Maringouins
- Bonhomme
- Mont-Lucas

| Data d'elecció                           | Identitat      | Partit | Qualitat |
| ---------------------------------------- | -------------- | ------ | -------- |
| 2001-2015                                | Alex Alexandre | PSG    |          |
| les dades anteriors no són pas conegudes |                |        |          |
|                                          |                |        |          |